# Arstanosaurus
Arstanosaurus (que significa "lagarto de Arstan") é um género de dinossauro hadrossaurídeo da idade santoniana-campaniana, no Cretáceo Superior, na Formação de Bostobinskaya, no Casaquistão. O Arstanosaurus teve uma história confusa, sendo considerado tanto um hadrossaurídeo como um Ceratopsídeo ou ambos ao mesmo tempo (quimérico).

## História
O gênero foi baseado em uma maxila esquerda parcial (AAIZ 1/1), com a parte inferior de um fêmur esquerdo possivelmente referenciável. Este não é muito material para nomear um gênero novo, e foi amplamente ignorado até meados da década de 1990, quando surgiu a hipótese de que era realmente um ceratopsideo. Pouco tempo depois, uma nova revisão mostrou que as características listadas como incomuns para Arstanosaurus eram na verdade baseadas em perspectiva, e que a maxila era de um animal como o Bactrossauro, embora indeterminado (nome duvidoso). O fêmur era não-informativo. Foi considerado como um hadrossaurídeo indeterminado na revisão mais recente.
Um esqueleto juvenil da Mongólia tem sido atribuído a Arstanosaurus, mas desconhece-se a fundamentação. Está em estudo. Antigamente, era chamado de "Gadolosaurus".